# Чимена (Торино)
Чимена је насеље у Италији у округу Торино, региону Пијемонт.
Према процени из 2011. у насељу је живело 218 становника. Насеље се налази на надморској висини од 197 м.